# Зельвенский район
Зе́львенский район (бел. Зэльвенскі раён) — административная единица на юге Гродненской области Республики Беларусь. Административный центр — городской посёлок Зельва.
Численность населения — 12 474 человек (на 1 января 2025 года).

## Административное устройство
В районе 7 сельсоветов:
- Голынковский
- Деречинский
- Доброселецкий
- Зельвенский
- Каролинский
- Кремяницкий
- Сынковичский

Упразднённые сельсоветы:
- Словатичский
- Туловский
- Ялуцевичский

## География

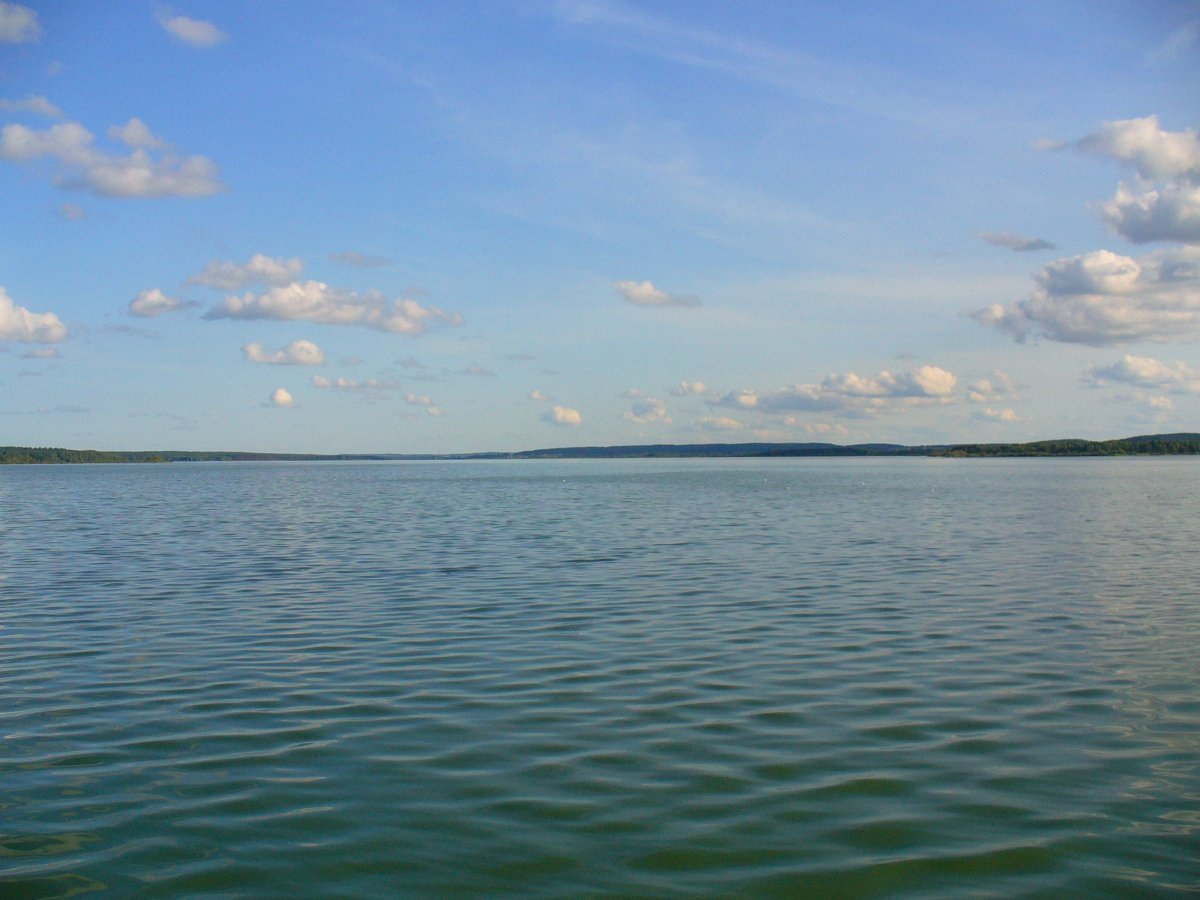
Зельвенское водохранилище

Площадь района составляет 869,7 км². Находится на юге Гродненской области. Граничит с Мостовским, Дятловским и Волковысским районами Гродненской области и Пружанским районом Брестской области. В состав района входит 126 населённых пункта, объединённых в 7 сельских Советов, а также 11 агрогородков.
Основные реки — Зельвянка и Щара с притоками Луконица и Берёза. Также на территории района находится 25 малых рек имеющих в основном географические названия. Общая длина всех рек района составляет 375 км. В районе расположено Зельвенское водохранилище — крупнейший водоём Гродненской области площадь которого 1190 гектаров.
Территория района на 18,4 % покрыта лесами, в основном молодняковыми деревьями и средневозрастными массивами. Под охотничьи хозяйства в районе определены 73,2 гектаров земель.

## Геральдика
Герб и флаг учреждены Указом Президента Республики Беларусь от 14 июня 2007 года № 279 и зарегистрированы в Государственном геральдическом регистре 4 июня 2009 года № Б-112 и № Б-113. Одобрены решением Зельвенского районного Совета депутатов от 29 сентября 2006 года № 16/11.

## История
Район образован 15 января 1940 года. До 20 сентября 1944 года — в составе Барановичской области, с 1944 года — в Гродненской области.
17 апреля 1962 года район был упразднён, его территория разделена между Волковысским, Мостовским и Слонимским районами. Волковысскому району были переданы городской посёлок Зельва и 6 сельсоветов (Зельвенский, Каролинский, Кремяницкий, Самаровичский, Туловский, Ялуцевичский), Мостовскому — 2 сельсовета (Деречинский и Морочинский), Слонимскому — 4 сельсовета (Голынковский, Козловичский, Костровичский и Плятеничский). 30 июля 1966 года район был образован повторно. 18 марта 1967 года Костровичский сельсовет был передан Слонимскому району.
20 октября 1995 года административные единицы Зельвенский район и посёлок Зельва, имеющие общий административный центр, объединены в одну административную единицу — Зельвенский район.

## Демография
Численность населения — 12 474 человек (на 1 января 2025 года), в том числе городское — 6 193 человек (Зельва — 6 193 человек), сельское — 6 281 человек.
Население района составляет 13 224 человек, в том числе в городских условиях проживают 6 401 человек (на 1 января 2023 года). Помимо Зельвы на территории района находятся 126 сельских населённых пунктов в 9 сельсоветах.
По возрастному составу 48 % трудоспособного населения. 37 % пенсионного возраста и 15 % не достигших совершеннолетия.
| Численность населения (по годам) | Численность населения (по годам) | Численность населения (по годам) | Численность населения (по годам) | Численность населения (по годам) | Численность населения (по годам) | Численность населения (по годам) | Численность населения (по годам) | Численность населения (по годам) | Численность населения (по годам) |
| 1996                             | 2001                             | 2002                             | 2003                             | 2004                             | 2005                             | 2006                             | 2007                             | 2008                             | 2009                             |
| -------------------------------- | -------------------------------- | -------------------------------- | -------------------------------- | -------------------------------- | -------------------------------- | -------------------------------- | -------------------------------- | -------------------------------- | -------------------------------- |
| 27 500                           | ▼25 069                          | ▼24 379                          | ▼23 641                          | ▼22 836                          | ▼22 133                          | ▼21 487                          | ▼20 855                          | ▼20 279                          | ▼19 647                          |
| 2010                             | 2011                             | 2012                             | 2013                             | 2014                             | 2015                             | 2016                             | 2017                             | 2018                             | 2019                             |
| ▼18 937                          | ▼18 244                          | ▼17 565                          | ▼17 008                          | ▼16 560                          | ▼16 053                          | ▼15 606                          | ▼15 189                          | ▼14 754                          | ▼14 375                          |
| 2020                             | 2021                             | 2022                             | 2023                             | 2024                             | 2025                             |                                  |                                  |                                  |                                  |
|                                  |                                  |                                  | ▼13 224                          |                                  | ▼12 474                          |                                  |                                  |                                  |                                  |

| Национальный состав по переписи населения 2009 года | Национальный состав по переписи населения 2009 года | Национальный состав по переписи населения 2009 года |
| Народ                                               | Численность                                         | %                                                   |
| --------------------------------------------------- | --------------------------------------------------- | --------------------------------------------------- |
| Белорусы                                            | 13 516                                              | 70,69%                                              |
| Поляки                                              | 4513                                                | 23,6%                                               |
| Русские                                             | 819                                                 | 4,28%                                               |
| Украинцы                                            | 183                                                 | 0,96%                                               |
| Немцы                                               | 11                                                  | 0,06%                                               |
| Татары                                              | 6                                                   | 0,03%                                               |

## Экономика
Среднемесячная номинальная начисленная заработная плата (до вычета подоходного налога и некоторых отчислений) в 2017 году в районе составила 583 руб. (около 290 долларов). Район занял 15-е место в Гродненской области по уровню зарплаты (средняя зарплата по области — 703,2 руб.) и 100-е место в стране из 129 районов и городов областного подчинения.

### Сельское хозяйство
По состоянию на 2019 год в районе действует 3 коммунальных сельскохозяйственных унитарных предприятия (КСУП), 1 сельскохозяйственный производственный кооператив (СПК), 3 филиала (головные организации — ОАО «Агрокомбинат «Скидельский», КУП «Гроднооблдорстрой», ООО «Биоком»), 8 фермерских хозяйств.
Общая посевная площадь сельскохозяйственных культур в организациях района (без учёта фермерских и личных хозяйств населения) в 2017 году составила 40 816 га (408 км²). В 2017 году под зерновые и зернобобовые культуры было засеяно 17 081 га, под сахарную свеклу — 1150 га, под кормовые культуры — 19 510 га. На 1 января 2019 года в пользовании сельскохозяйственных организаций находилось 62 156 га земель, в пользовании фермерских хозяйств — 330 га.
Валовой сбор зерновых и зернобобовых культур в сельскохозяйственных организациях составил 94,1 тыс. т в 2015 году, 63,8 тыс. т в 2016 году, 77,6 тыс. т в 2017 году. По валовому сбору зерновых в 2017 году район занял 7-е место в Гродненской области. Средняя урожайность зерновых в 2017 году составила 46,1 ц/га (средняя по Гродненской области — 39,7 ц/га, по Республике Беларусь — 33,3 ц/га). По этому показателю район занимал 4-е место в Гродненской области. Валовой сбор свеклы сахарной в сельскохозяйственных организациях составил 47,9 тыс. т в 2016 году, 46,8 тыс. т в 2017 году. По валовому сбору сахарной свеклы в 2017 году район занял 14-е место в Гродненской области. Средняя урожайность сахарной свеклы в 2017 году составила 422 ц/га (средняя по Гродненской области — 533 ц/га, по Республике Беларусь — 499 ц/га); по этому показателю район занял 14-е место в Гродненской области. В 2018 году в районе было собрано 5522 т маслосемян рапса.
На 1 января 2018 года в сельскохозяйственных организациях района (без учёта фермерских и личных хозяйств населения) содержалось 37,7 тыс. голов крупного рогатого скота, в том числе 11,7 тыс. коров, а также 36 тыс. свиней. По поголовью крупного рогатого скота район занимает 8-е место в Гродненской области, по поголовью свиней — 6-е.
В 2017 году предприятия района произвели 10,9 тыс. т мяса (в живом весе) и 57,3 тыс. т молока. По производству мяса район занимает 10-е место в Гродненской области. Средний удой молока с коровы — 4981 кг (средний показатель по Гродненской области — 5325 кг, по Республике Беларусь — 4989 кг).

### Транспорт
Через район проходят железнодорожная линия Гродно — Барановичи
| Автодороги проходящие через Зельвенский район                     | Обозначения |
| ----------------------------------------------------------------- | ----------- |
| Слоним — Мосты — Скидель — граница Литовской Республики (Поречье) | Р41         |
| Мосты — Зельва — Ружаны                                           | Р50         |
| Барановичи — Волковыск — Пограничный — Гродно                     | Р99         |
| Зельва — Деречин — Медвиновичи                                    | Р142        |

Общий километраж дорог на территории района составляет 550,4 км.

## Здравоохранение
В 2017 году в учреждениях Министерства здравоохранения Республики Беларусь в районе работало 60 практикующих врачей и 198 средних медицинских работников. В пересчёте на 10 тысяч человек численность врачей — 40,7, численность средних медицинских работников — 134,2 (средние значения по Гродненской области — 48,6 и 126,9 на 10 тысяч человек соответственно, по Республике Беларусь — 40,5 и 121,3 на 10 тысяч человек). По обеспеченности населения врачами район занимает 4-е место в области после Гродно, Лидского и Островецкого районов. Число больничных коек в учреждениях здравоохранения района — 131 (в пересчёте на 10 тысяч человек — 88,8; средние показатели по Гродненской области — 81,5, по Республике Беларусь — 80,2). По обеспеченности населения больничными койками район занимает 3-е место в области после Свислочского района и Гродно.

## Образование
В 2017 году в районе насчитывалось 10 учреждений дошкольного образования (включая комплексы «детский сад — школа») с 0,4 тыс. детей. В 2017/2018 учебном году в районе действовало 14 учреждений общего среднего образования, в которых обучалось 1,6 тыс. учеников. Учебный процесс осуществляли 337 учителей. В среднем на одного учителя приходилось 4,7 учеников (среднее значение по Гродненской области — 7,9, по Республике Беларусь — 8,7). Численность учеников на 1 учителя самая низкая в Гродненской области и одна из самых низких в стране.

## Культура
- Музейная комната истории Деречина
- Экологический музей «Природа и человек» УПК Деречинского д/с-СШ в аг. Деречин
- Исторический музей «Образование Зельвенщины» гимназии № 1 г. п. Зельва
- Историко-краеведческий музей СШ № 2 г. п. Зельва
- Народный историко-краеведческий музей «Светоч» СШ № 3 г. п. Зельва
- Музей Зельвенского РОВД в г. п. Зельва
- Музейная комната «Анненскі кірмаш» в г. п. Зельва
- Школьный историко-краеведческий музей Голынковской СШ в аг. Голынка Голынковского сельсовета
- Этнографический музей народных промыслов Елковской СШ в аг. Ёлка Сынковичского сельсовета
- Краеведческий музей «Люди земли Каролинской» Каролинской СШ в аг. Каролин Каролинского сельсовета
- Историко-краеведческий музей Князевской СШ в аг. Князево Кремяницкого сельсовета
- Историко-краеведческий музей УПК Теглевичского д/с-СШ в аг. Теглевичи
- Историко-краеведческий музей Боевой славы УПК Мижеричского д/с-БШ имени В. Ляха в аг. Мижеричи
- Историко-этнографический музей «Спадчына» УПК Бородичского д/с-НШ в аг. Бородичи Зельвенского сельсовета
- Краеведческий музей «Женщины-матери» УПК Ялуцевичского д/с-НШ в аг. Ялуцевичи Кремяницкого сельсовета
- Музей в бывшем усадебном доме в д. Александровщина

## События и мероприятия
- Международный фестиваль исторической реконструкции «Легендарные эпохи»[31][32]
- «Анненскі кірмаш» — фестиваль

## Достопримечательность

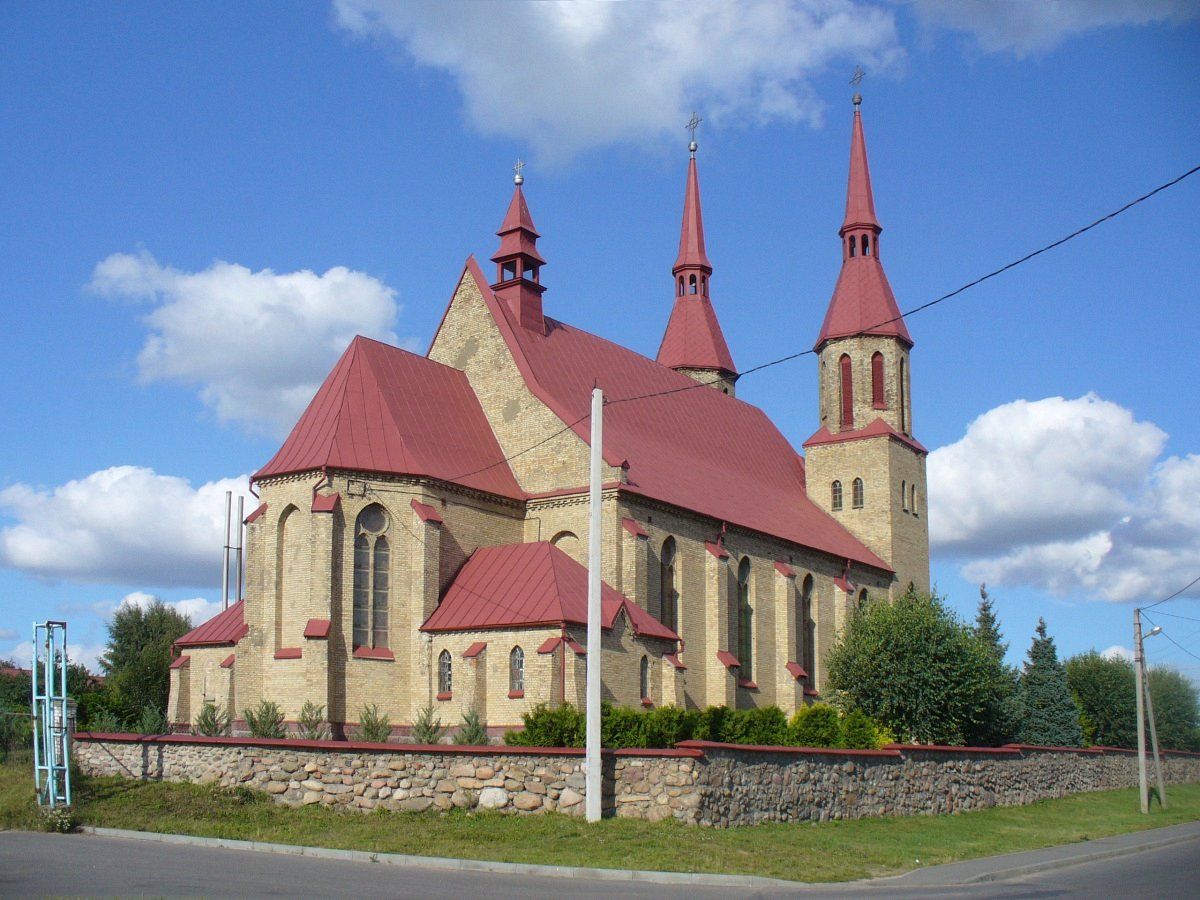
Костёл Святой Троицы в Зельва

- Церковь Святого Архангела Михаила в д. Сынковичи
- Зельвенское водохранилище
- Православный Троицкий храм в г. п. Зельва
- Католический Троицкий костёл в г. п. Зельва
- Геодезическая Дуга Струве: пункт «Дергили»
- Костёл Вознесения Девы Марии (1913 г.) в аг. Деречин
- Спасо-Преображенская церковь (1865 г.) в аг. Деречин
- Католический храм Благовещения (1907 год) в аг. Мижеричи
- Православная церковь Святой Анны (начало XX века) в аг. Мижеричи
- Усадебный дом, конец XIX — начало XX века в аг. МижеричиПравославный Троицкий храм в Зельва

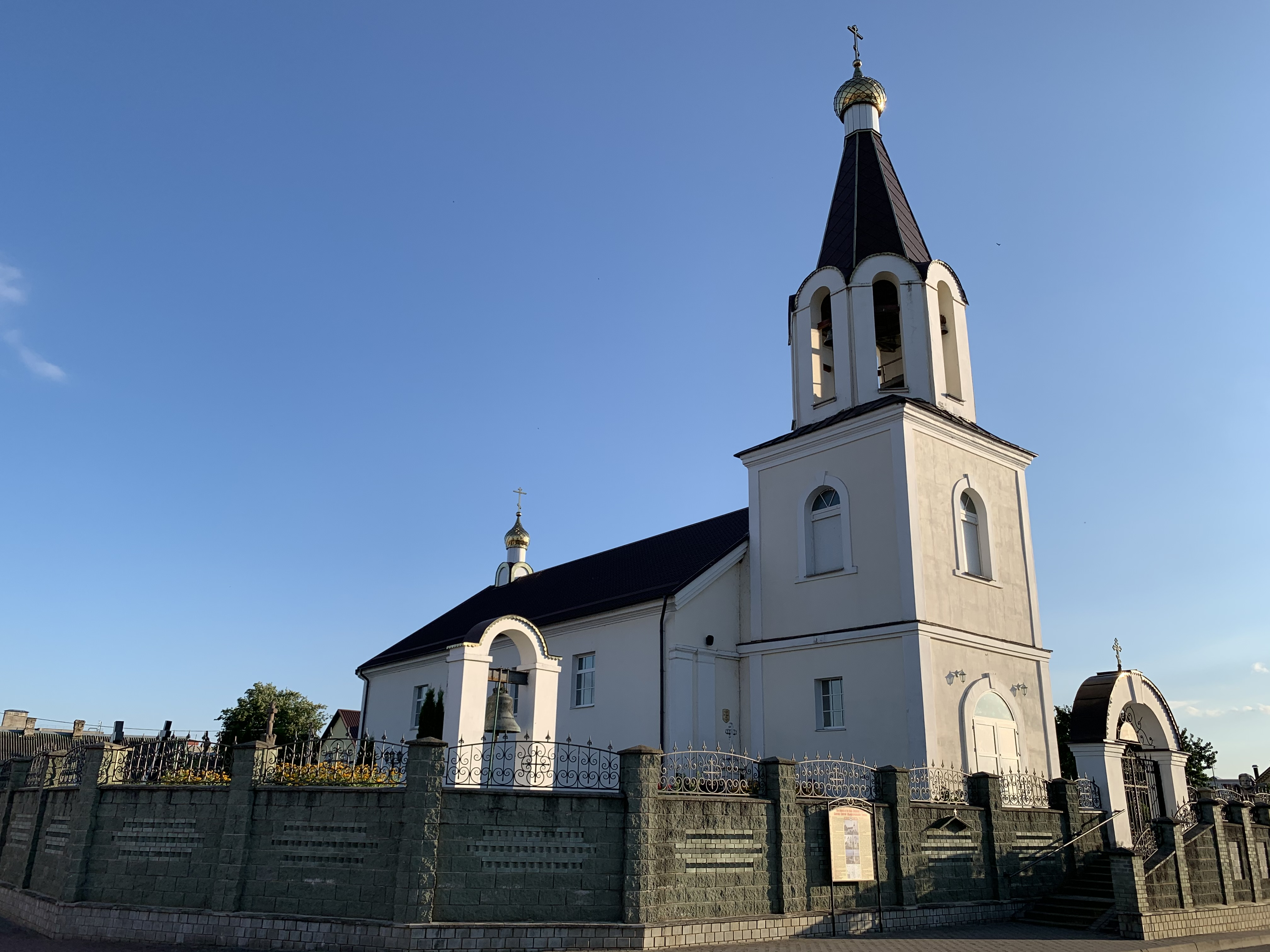
Православный Троицкий храм в Зельва

- Церковь Святого Юрия в д. Кремяница
- Костёл Святого Архангела Михаила (1782 г.) в д. Луконица Голынковского сельсовета
- Церковь Святого великомученика Георгия Победоносца в аг. Голынка Голынковского сельсовета
- Водяная мельница (конец XIX в.) в аг. Голынка Голынковского сельсовета
- Свято-Михайловская церковь в д. Острово Голынковского сельсовета
- Каплица Святой Семьи в д. Старое Село Голынковского сельсовета
- Церковь Святого Антония Печерского в д. Добросельцы Доброселецкого сельсовета
- Церковь Святого великомученика Георгия Победоносца в аг. Словатичи Доброселецкого сельсовета
- Часовня в честь Введения в храм Пресвятой Богородицы в аг. Каролин Каролинского сельсовета
- Каплица в д. Подболотье Кремяницкого сельсовета
- Православная часовня Покрова Божей Матери в д. Дешковичи Сынковичского сельсовета
- Усадьба Муравских в д. Александровщина

### Заказник, памятник природы
- Биологический заказник «Медухово»
- Геологический памятник природы местного значения «Камень-валун Пасутичский»
- Геологический памятник природы местного значения «Заколонский валун с ямками»
- Геологический памятник природы местного значения «Городище Валькевичское»
- Геологический памятник природы местного значения Выход марены «Королинский». Вблизи участка дороги между деревнями Александровщина и Королино
- Гидрологический памятник природы местного значения «Родник Зеньковский»

## Галерея

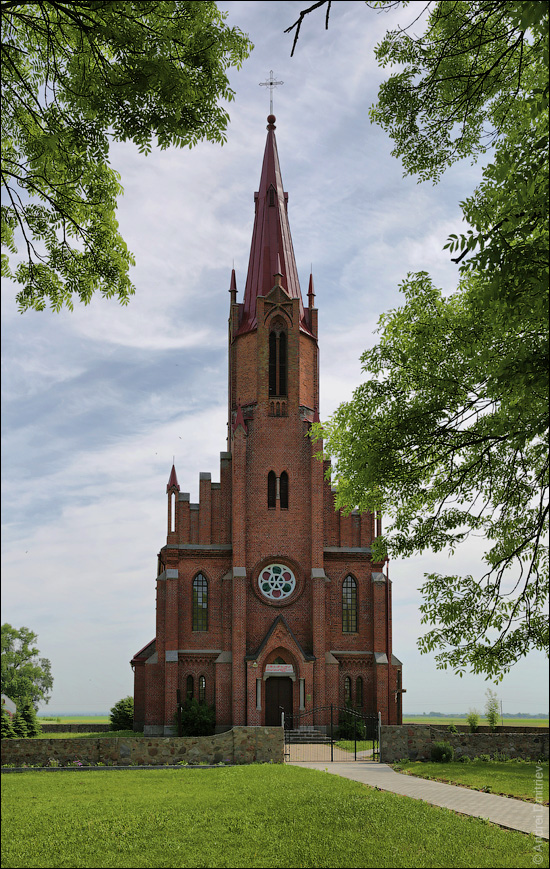
Костёл Вознесения Девы Марии в Деречин
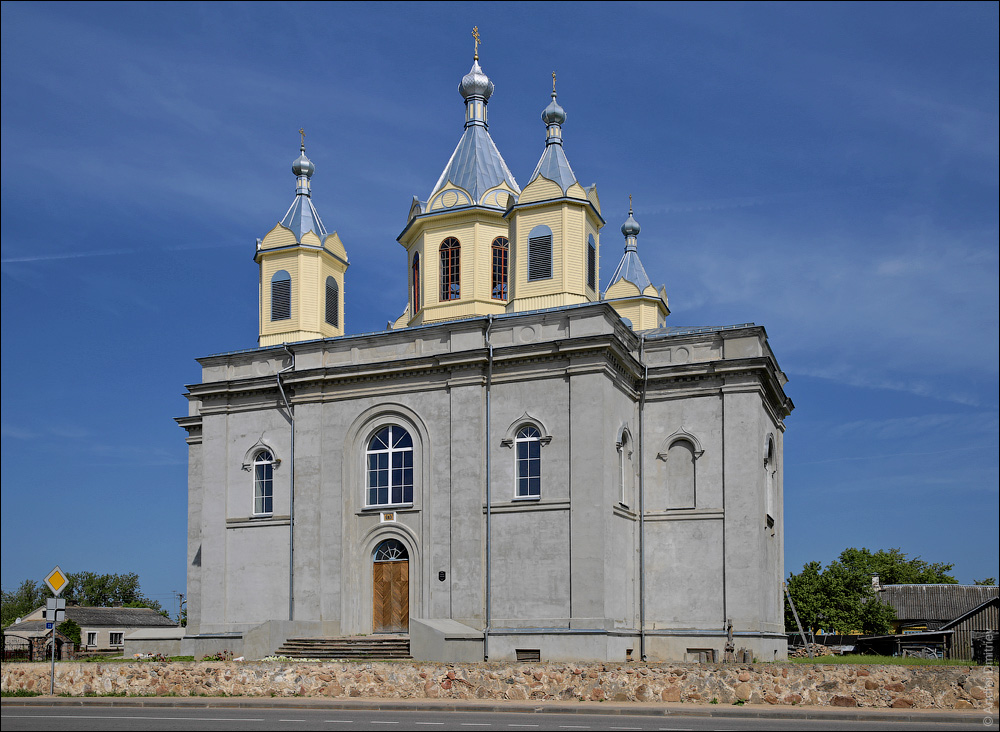
Спасо-Преображенская церковь в Деречин
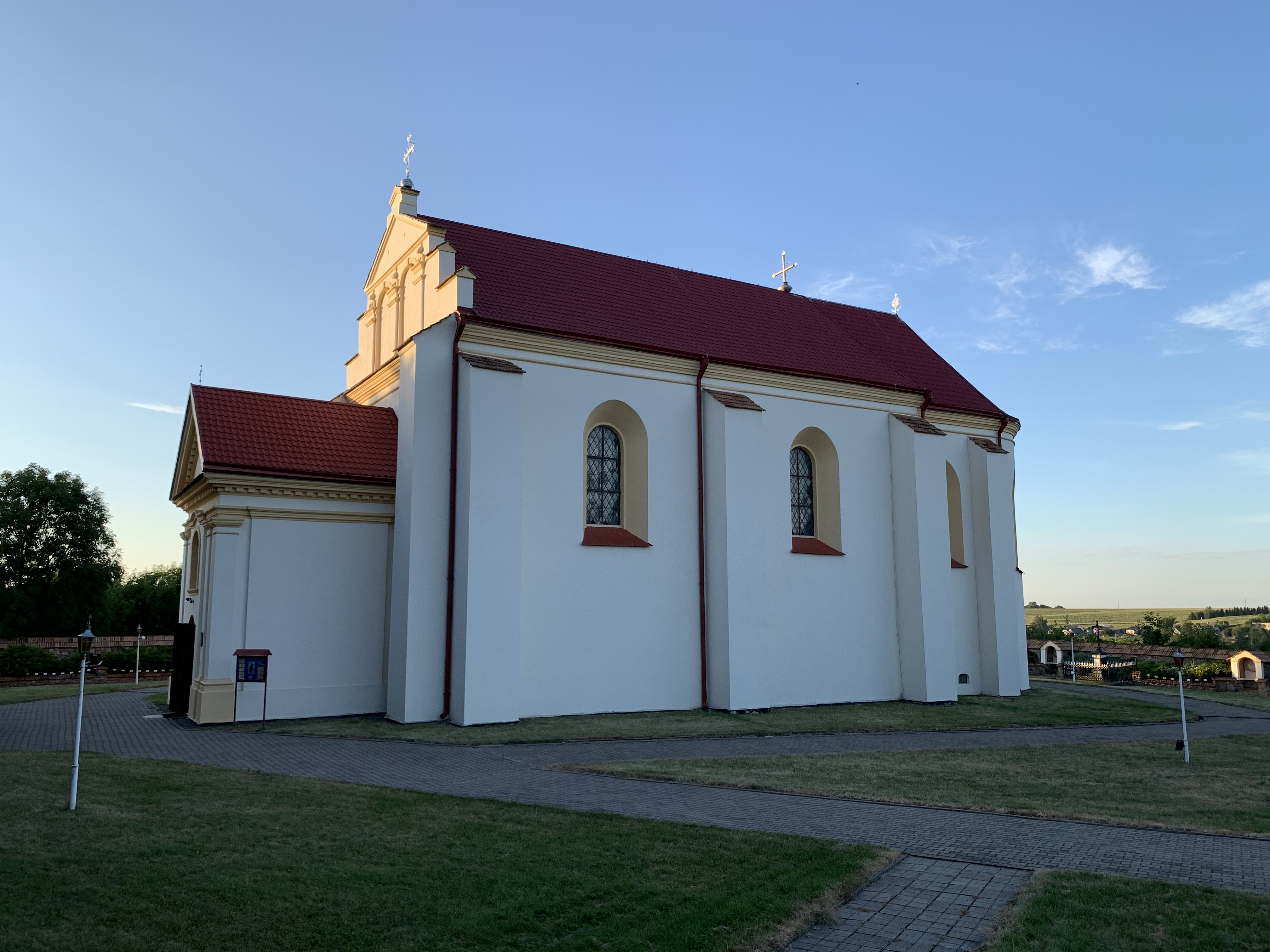
Церковь Святого Юрия в Кремяница
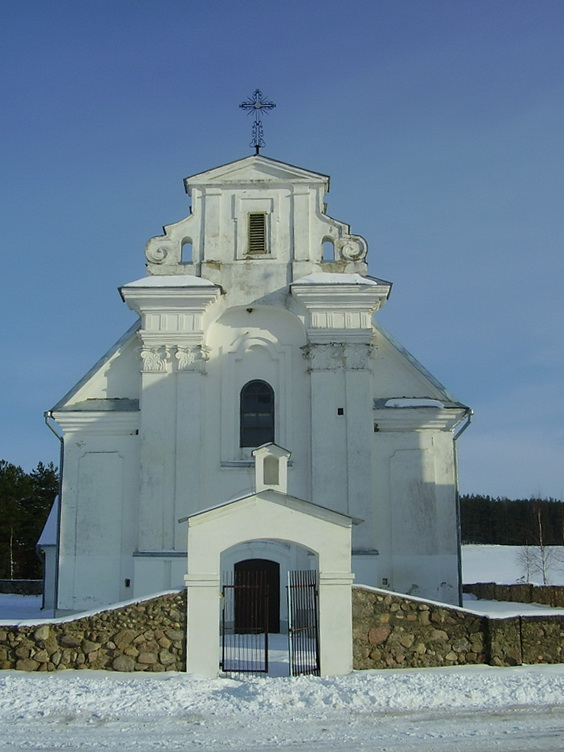
Костёл Святого Архангела Михаила в Луконица
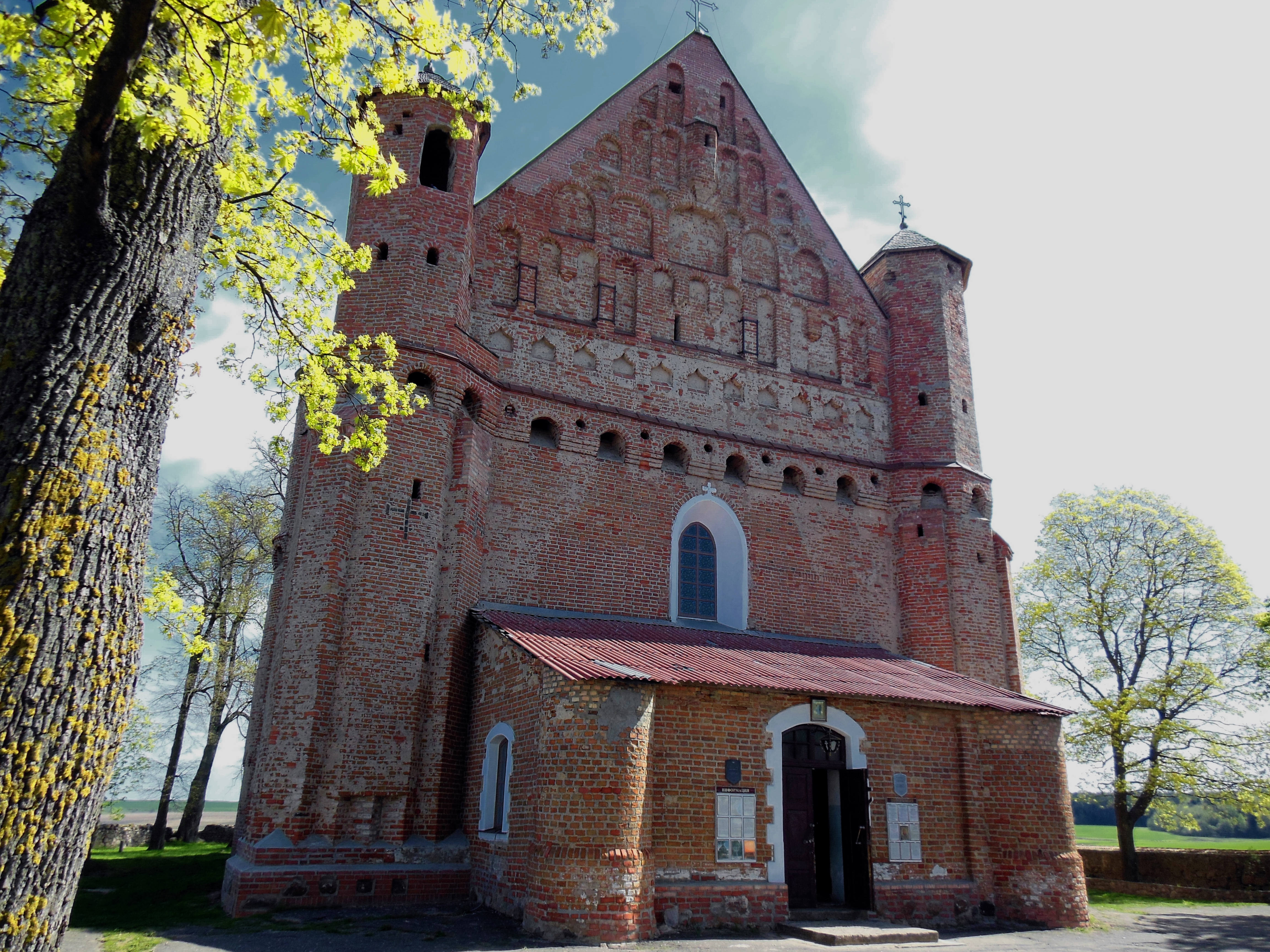
Церковь Святого Архангела Михаила в Сынковичи
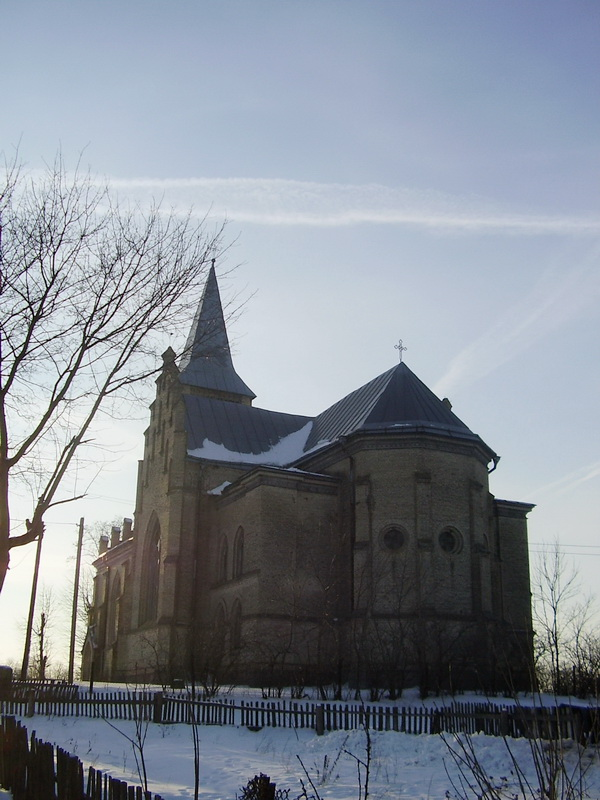
Католический храм Благовещения в Мижеричи
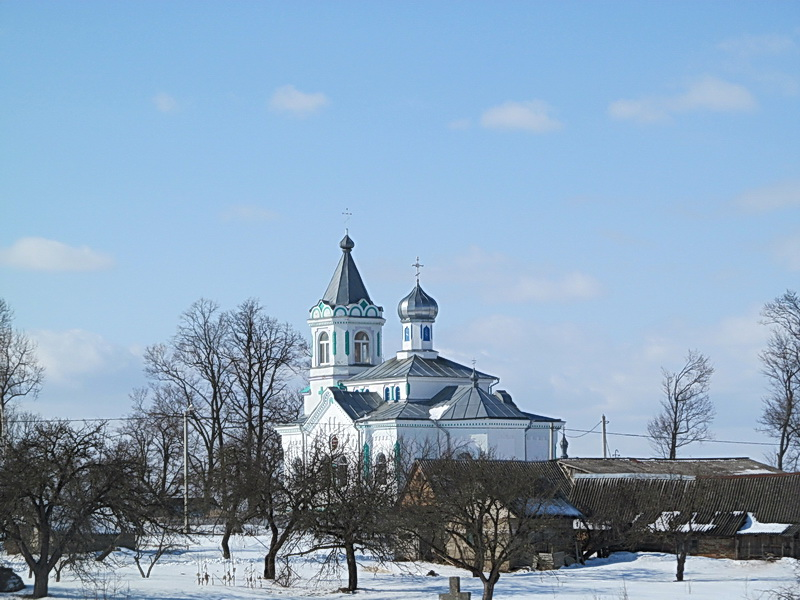
Православная церковь Святой Анны в Мижеричи
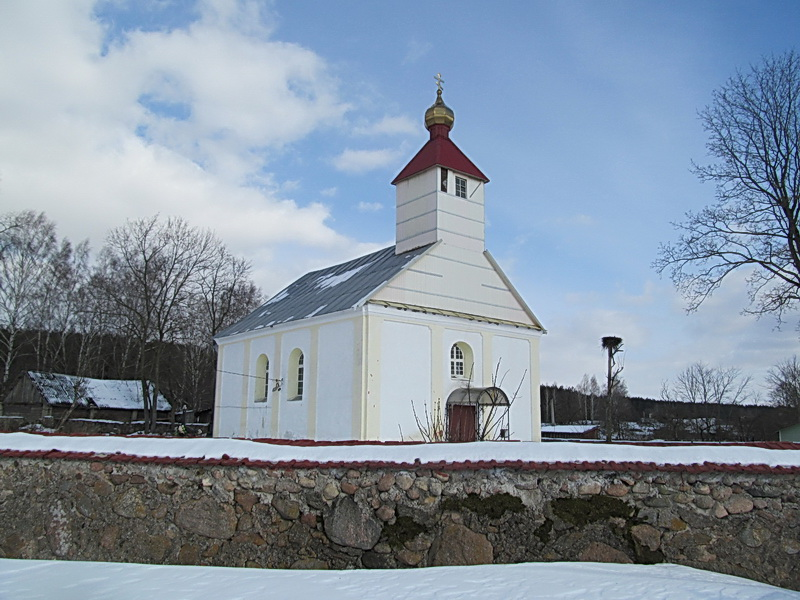
Церковь Св. Георгия  в Словатичи